# Блаж Кралєвич

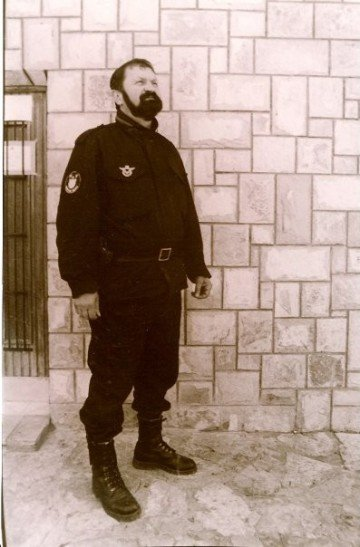
Блаж Кралєвич

Блаж Кралєвич (хорв. Blaž Kraljević; 17 вересня 1947 — 9 серпня 1992) — військовий діяч боснійських хорватів у перші місяці Боснійської війни, командувач хорватськими оборонними силами. За сім днів до свого вбивства Кралєвич був призначений членом Генерального штабу боснійської армії.

## Біографія

#### Молодість та еміграція
Блаж Кралєвич народився 17 вересня 1947 в селі Лисиці поблизу Любуського як один із восьми дітей Мари і Ніколи. 1967 року тимчасово працевлаштувався в Німеччині, а влітку того ж року вирушив до Австралії, відкрив там ресторан і став успішним підприємцем. У нього було двоє синів від першої дружини Жеміль. 
Згодом примкнув до організації Хорватське революційне братство (ХРБ), метою якого було знищення Югославії та відновлення незалежної хорватської держави. Як член ХРБ Блаж Кралєвич брав участь у діяльності Бугойнянської групи.

### Повернення в Хорватію
Навесні 1990 року, незадовго до перших багатопартійних виборів, Кралєвич повернувся до Хорватії і став членом Хорватської партії права. Змушений був ненадовго повернутись до Австралії, щоб залагодити справу з таємною австралійською поліцією (ASIO) за участь у ХРБ, а потім остаточно переїхав до Хорватії 28 вересня 1990 р.
Після прибуття в Герцеговину в кінці 1991 року керівник місцевого відгалуження Хорватської партії права (філія ХПП в БіГ) 15 грудня 1991 р. призначив його командиром штабу ХОС у званні полковника. 
У грудні 1991 року Кралєвич стає керівником відділення партії в Герцеговині.

### Війна
Після початку Боснійської війни Кралєвич виступив проти Грацької угоди та розділу Боснії і Герцеговини. Він обстоював створення єдиної Хорватії та Боснії. Кралєвич закликав боснійських хорватів утриматися від підтримки Мате Бобана та створення хорватської держави на території Боснії. Кралєвич і його прихильники висловлювалися за союз із боснійцями і створення з ними спільної держави.
Після цього Хорватською партією права були утворені Хорватські оборонні сили (ХОС), які фактично стали противниками Хорватської ради оборони і сербів. На чолі ХОС став Блаж Кралєвич. На початковому етапі війни підрозділи ХОС брали участь в обороні Столаця, перейшли в наступ у східній Боснії і захопили частину муніципалітетів Требинє і Білеча, після чого більшість сербського населення тікало з цих місць, що йшло врозріз з Грацькою угодою між Хорватієї та Сербією про поділ Боснії.
9 серпня 1992 кортеж, у якому знаходився Кралєвич, був розстріляний 20 солдатами Хорватської ради оборони на дорозі в районі села Крушево південніше Мостара.  Після вбивства командира «Хорватські оборонні сили» (серед бійців яких були як хорвати, так і боснійці) припинили своє існування. 